# Артемський Андрій Якович
Андрій Якович Артемський (1898–1938) — український вчений. Ректор створеного на базі Київського університету Вищого інституту народної освіти в Києві.

## Біографія
Народився в 1898 році. Закінчив Комуністичний університет імені Артема у Харкові. З 1928 по 1930 рр. — очолював створений на базі Київського університету Вищий інститут народної освіти в Києві.
З 1930 р. був секретарем Комісії науково-культурної пропаганди і секретарем комуністичного осередку ВУАН.
У 1933 р. репресований за справою про участь в Українські військові організації.
Був ув'язнений Ухтпечлагу НКВС СРСР. 08.01.1938 заарештований. 15 лютого 1938 засуджений трійкою при УНКВС Архангельської області. Звинувачений за статтею 58-10 ч.1 УК РСФСР до розстрілу. У 1938 році розстріляний.

## Наукові праці
- Що таке Всеукраїнська Академія Наук (ВУАН) / А. Я. Артемський . — Київ: Друкарня Всеукраїнської Академії Наук, 1931 . — 95 с. : портр., табл. — (Серія науково-популярна ; N7) . — На укр. яз.[5]